# Коргуев, Матвей Михайлович
Матве́й Миха́йлович Ко́ргуев (1883—1943) — русский сказитель, писатель-сказочник.

## Биография
Отец — русский помор, мать — карелка. С детства владел русским и карельским языками.
С девяти лет начал работать пастухом-подпаском, поварёнком-матросом на парусном судне в рыболовецкой артели, позже на лесозаводе, на строительстве Мурманской железной дороги. С юности славился умением рассказывать сказки. Его нанимали в рыболовецкие артели, выплачивая дополнительный пай за рассказывание сказок по вечерам.
В 1930-х годах фольклорист А. Н. Нечаев со слов М. Коргуева записал и издал в двух томах 115 сказок под названием «Сказки карельского Беломорья». На тот момент это было рекордным количеством для одного сказочника. Среди сказок преобладают волшебные. Были в репертуаре Коргуева и былины. Кроме сказок и былин на русском языке, он исполнял также карельские руны и ёйги.
В 1933 году вступил в рыболовецкий колхоз.
В 1938 году Матвей Коргуев был принят в Союз писателей СССР, в 1939 году награждён орденом «Знак Почёта».
Избирался депутатом Верховного совета Карело-Финской ССР I-го созыва. Последние годы жизни работал бригадиром в рыболовецком колхозе.
Похоронен на кладбище села Кереть.

## Награды
- орден «Знак Почёта» (31.01.1939)

## Память
В посёлке Чупа Лоухского района Республики Карелия открыт мемориально-краеведческий музей Матвея Коргуева.
У деревни Пулонга у Чупинской губы Белого моря установлен парусник — «Сказочный корабль» Матвея Коргуева, переделанный из малого рыболовного бота художником И. Я. Вашлаевым в 1990 году.

## Произведения
- Беломорские сказки, рассказанные М. М. Коргуевым / Редакция А. Н. Нечаева. Советский писатель, 1938. — 255 с.
- Сказки Карельского поморья / Под общей редакцией М. К. Азадовского. Петрозаводск, Т. 1: Сказки М. М. Коргуева. Кн. 1. — 660 с.; — Кн. 2. — 676 с.
- Сказки М. М. Коргуева. — Беломорск, 1944. — 111 с.
- Серебряный корабль: Сказки Матвея Коргуева / Лит. пересказ В. Пулькина. — Петрозаводск, 1988. — 112 с. — (Сказители и рунопевцы).